# Орлов, Александр Моисеевич
Алекса́ндр Моисе́евич Орло́в (28 мая 1896—1965) — помощник председателя Военной коллегии Верховного Суда СССР, генерал-майор юстиции (1943).

## Биография
Родился в семье служащего. Окончил начальное еврейское училище, затем гимназию, и юридический факультет Московского государственного университета.
С 1923 находился в рядах Красной Армии. Был заместителем председателя, председателем военного трибунала корпуса, заместителем председателя военного трибунала Московского военного округа.
В 1934—1942 являлся членом, а в 1942—1948 помощником председателя Военной коллегии Верховного Суда СССР. Конфликтовал с председателем коллегии В. В. Ульрихом.
С 1948 в отставке.
Похоронен на Введенском кладбище (11 уч.).

### Звания
- корвоенюрист (22 февраля 1942);
- генерал-майор юстиции (1943).

### Награды
- орден Ленина
- орден Красного Знамени
- орден Отечественной войны II степени
- орден Красной Звезды (20.08.1937) — за успешную работу по укреплению революционной законности и охране интересов государства
- медали